# Liste der Städte und Gemeinden in Baden-Württemberg

Kommunen in Baden-Württemberg

Gemeinden in Baden-Württemberg nach Klasse

Bevölkerungsdichte der Kommunen von Baden-Württemberg

Die Liste der Städte und Gemeinden in Baden-Württemberg enthält die Städte und Gemeinden im deutschen Land Baden-Württemberg.
Es besteht seit dem Abschluss der Gebiets- und Verwaltungsreform und dem Zusammenschluss weiterer Gemeinden aus insgesamt
- 1101 politisch selbstständigen Gemeinden[1]

Diese verteilen sich wie folgt:
- 316 Städte, darunter
  - 09 Stadtkreise (kreisfreie Städte),
  - 96 Große Kreisstädte,
- 785 Gemeinden.

Zudem existieren 270 Verwaltungsgemeinschaften, davon sind 156 Vereinbarten Verwaltungsgemeinschaften und 114 Gemeindeverwaltungsverbände. 38 Verwaltungsgemeinschaften wurden zu unteren Verwaltungsbehörden erklärt.
Neun Städte haben mehr als 100.000 Einwohner und sind somit Großstädte. Darunter befinden sich acht der neun Stadtkreise und die Große Kreisstadt Reutlingen. In Großen Kreisstädten und Stadtkreisen lautet die Amtsbezeichnung für Oberhäupter der Verwaltungen Oberbürgermeister.
Des Weiteren bestehen in Baden-Württemberg zwei unbewohnte gemeindefreie Gebiete, der „Gutsbezirk Münsingen“ im Landkreis Reutlingen sowie der „Gemeindefreie Grundbesitz“ Rheinau (Ortenaukreis).

## Größte und kleinste Städte und Gemeinden nach Einwohnerzahl und Fläche
Die bevölkerungsreichste Stadt ist Stuttgart mit 612.663 Einwohnern, die bevölkerungsärmste Stadt ist Widdern (Landkreis Heilbronn) mit 1782 Einwohnern (31. Dezember 2024). Die bevölkerungsärmste Gemeinde ist Böllen (Landkreis Lörrach) mit 92 Einwohnern (31. Dezember 2024), die bevölkerungsreichste Gemeinde ohne Stadtrecht ist Pfinztal mit 18.178 Einwohnern (31. Dezember 2024).
Die flächengrößte Stadt ist Stuttgart mit 207,32 Quadratkilometern, die flächenkleinste Stadt ist Eppelheim (Rhein-Neckar-Kreis) mit 5,70 Quadratkilometern. Die flächenkleinste Gemeinde ist Wembach (Landkreis Lörrach) mit 1,80 Quadratkilometern.

## Stadtkreise
Bei den neun Stadtkreisen handelt es sich, mit Ausnahme von Baden-Baden, um Großstädte mit mindestens 100.000 Einwohnern.
| Stadtkreis                   | Einwohner 31. Dezember 2024 | Fläche in km² | Bevölkerungsdichte (Einwohner je km²) |
| ---------------------------- | --------------------------- | ------------- | ------------------------------------- |
| Baden-Baden                  | 056.881                     | 140,19        | 0.406                                 |
| Freiburg im Breisgau         | 237.460                     | 153,04        | 1.552                                 |
| Heidelberg                   | 155.756                     | 108,83        | 1.431                                 |
| Heilbronn                    | 131.986                     | 099,90        | 1.321                                 |
| Karlsruhe                    | 309.050                     | 173,42        | 1.782                                 |
| Mannheim                     | 318.035                     | 144,97        | 2.194                                 |
| Pforzheim                    | 134.912                     | 097,99        | 1.377                                 |
| Stuttgart (Landeshauptstadt) | 612.663                     | 207,32        | 2.955                                 |
| Ulm                          | 129.882                     | 118,68        | 1.094                                 |

## Große Kreisstädte
Als Große Kreisstadt dürfen sich Städte bezeichnen, die mindestens 20.000 Einwohner zählen, einen Antrag bei der Landesregierung von Baden-Württemberg auf Erhebung zur Großen Kreisstadt gestellt haben und dem seitens der Landesregierung entsprochen wurde.
1. Aalen
2. Achern
3. Albstadt
4. Backnang
5. Bad Krozingen
6. Bad Mergentheim
7. Bad Rappenau
8. Bad Waldsee
9. Balingen
10. Biberach an der Riß
11. Bietigheim-Bissingen
12. Böblingen
13. Bretten
14. Bruchsal
15. Bühl
16. Calw
17. Crailsheim
18. Ditzingen
19. Donaueschingen
20. Ehingen (Donau)
21. Eislingen/Fils
22. Ellwangen (Jagst)
23. Emmendingen
24. Eppingen
25. Esslingen am Neckar
26. Ettlingen
27. Fellbach
28. Filderstadt
29. Freudenstadt
30. Friedrichshafen
31. Gaggenau
32. Geislingen an der Steige
33. Giengen an der Brenz
34. Göppingen
35. Heidenheim an der Brenz
36. Herrenberg
37. Hockenheim
38. Horb am Neckar
39. Kehl
40. Kirchheim unter Teck
41. Konstanz
42. Kornwestheim
43. Lahr/Schwarzwald
44. Laupheim
45. Leimen
46. Leinfelden-Echterdingen
47. Leonberg
48. Leutkirch im Allgäu
49. Lörrach
50. Ludwigsburg
51. Metzingen
52. Mosbach
53. Mössingen
54. Mühlacker
55. Nagold
56. Neckarsulm
57. Nürtingen
58. Oberkirch
59. Offenburg
60. Öhringen
61. Ostfildern
62. Radolfzell am Bodensee
63. Rastatt
64. Ravensburg
65. Remseck am Neckar
66. Reutlingen
67. Rheinfelden (Baden)
68. Rheinstetten
69. Rottenburg am Neckar
70. Rottweil
71. Schorndorf
72. Schramberg
73. Schwäbisch Gmünd
74. Schwäbisch Hall
75. Schwetzingen
76. Sindelfingen
77. Singen (Hohentwiel)
78. Sinsheim
79. Stutensee
80. Tübingen
81. Tuttlingen
82. Überlingen
83. Vaihingen an der Enz
84. Villingen-Schwenningen
85. Waghäusel
86. Waiblingen
87. Waldkirch
88. Waldshut-Tiengen
89. Wangen im Allgäu
90. Weil am Rhein
91. Weingarten
92. Weinheim
93. Weinstadt
94. Wertheim
95. Wiesloch
96. Winnenden

## Gemeinden
Alle politisch selbständigen Gemeinden in Baden-Württemberg
(Städte sind fett dargestellt):

### A
| - Aach - Aalen - Abstatt - Abtsgmünd - Achberg - Achern - Achstetten - Adelberg - Adelmannsfelden - Adelsheim - Affalterbach - Aglasterhausen - Ahorn - Aichelberg - Aichhalden - Aichstetten - Aichtal - Aichwald - Aidlingen - Aitern | - Aitrach - Albbruck - Albershausen - Albstadt - Aldingen - Alfdorf - Allensbach - Alleshausen - Allmannsweiler - Allmendingen - Allmersbach im Tal - Alpirsbach - Altbach - Altdorf (Lkr. Böblingen) - Altdorf (Lkr. Esslingen) - Altenriet - Altensteig - Altheim (Alb) - Altheim (Alb-Donau-Kreis) - Altheim (Lkr. Biberach) | - Althengstett - Althütte - Altlußheim - Altshausen - Ammerbuch - Amstetten - Amtzell - Angelbachtal - Appenweier - Argenbühl - Aspach - Asperg - Assamstadt - Asselfingen - Attenweiler - Au (Breisgau) - Au am Rhein - Auenwald - Auggen - Aulendorf |

### B
| - Backnang - Bad Bellingen - Bad Boll - Bad Buchau - Bad Ditzenbach - Bad Dürrheim - Baden-Baden - Badenweiler - Bad Friedrichshall - Bad Herrenalb - Bad Krozingen - Bad Liebenzell - Bad Mergentheim - Bad Peterstal-Griesbach - Bad Rappenau - Bad Rippoldsau-Schapbach - Bad Säckingen - Bad Saulgau - Bad Schönborn - Bad Schussenried - Bad Teinach-Zavelstein - Bad Überkingen - Bad Urach - Bad Waldsee - Bad Wildbad - Bad Wimpfen - Bad Wurzach - Bahlingen am Kaiserstuhl - Baienfurt - Baiersbronn - Baindt - Balgheim - Balingen - Ballendorf - Ballrechten-Dottingen - Baltmannsweiler - Balzheim - Bammental - Bärenthal - Bartholomä | - Beilstein - Beimerstetten - Bempflingen - Benningen am Neckar - Berg - Bergatreute - Berghaupten - Berghülen - Berglen - Berkheim - Bermatingen - Bernau im Schwarzwald - Bernstadt - Besigheim - Betzenweiler - Beuren - Beuron - Biberach (Baden) - Biberach an der Riß - Biederbach - Bietigheim (Baden) - Bietigheim-Bissingen - Billigheim - Binau - Bingen - Binzen - Birenbach - Birkenfeld - Bischweier - Bisingen - Bissingen an der Teck - Bitz - Blaubeuren - Blaufelden - Blaustein - Blumberg - Böbingen an der Rems - Böblingen - Bodelshausen - Bodman-Ludwigshafen | - Bodnegg - Böhmenkirch - Böllen - Bollschweil - Boms - Bondorf - Bonndorf im Schwarzwald - Bönnigheim - Bopfingen - Börslingen - Börtlingen - Bösingen - Böttingen - Bötzingen - Boxberg - Brackenheim - Bräunlingen - Braunsbach - Breisach am Rhein - Breitingen - Breitnau - Bretten - Bretzfeld - Brigachtal - Bruchsal - Brühl - Bubsheim - Buchen (Odenwald) - Buchenbach - Buchheim - Buggingen - Bühl - Bühlertal - Bühlertann - Bühlerzell - Burgrieden - Burgstetten - Burladingen - Büsingen am Hochrhein |

### C
| - Calw - Cleebronn | - Crailsheim | - Creglingen |

### D
| - Dachsberg (Südschwarzwald) - Daisendorf - Dauchingen - Dautmergen - Deckenpfronn - Deggenhausertal - Deggingen - Deilingen - Deißlingen - Deizisau - Denkendorf - Denkingen - Denzlingen - Dettenhausen - Dettenheim - Dettighofen | - Dettingen an der Erms - Dettingen an der Iller - Dettingen unter Teck - Dielheim - Dietenheim - Dietingen - Dischingen - Ditzingen - Dobel - Dogern - Donaueschingen - Donzdorf - Dormettingen - Dornhan - Dornstadt | - Dornstetten - Dörzbach - Dossenheim - Dotternhausen - Drackenstein - Dunningen - Durbach - Dürbheim - Durchhausen - Durlangen - Dürmentingen - Durmersheim - Dürnau (Lkr. Göppingen) - Dürnau (Lkr. Biberach) - Dußlingen |

### E
| - Ebenweiler - Eberbach - Eberdingen - Eberhardzell - Ebersbach an der Fils - Ebersbach-Musbach - Eberstadt - Ebhausen - Ebringen - Edingen-Neckarhausen - Efringen-Kirchen - Egenhausen - Egesheim - Eggenstein-Leopoldshafen - Eggingen - Ehingen (Donau) - Ehningen - Ehrenkirchen - Eichstegen - Eichstetten am Kaiserstuhl - Eigeltingen - Eimeldingen | - Eisenbach (Hochschwarzwald) - Eisingen - Eislingen/Fils - Elchesheim-Illingen - Ellenberg - Ellhofen - Ellwangen (Jagst) - Elzach - Elztal - Emeringen - Emerkingen - Emmendingen - Emmingen-Liptingen - Empfingen - Endingen am Kaiserstuhl - Engelsbrand - Engen - Engstingen - Eningen unter Achalm - Enzklösterle - Epfenbach | - Epfendorf - Eppelheim - Eppingen - Erbach - Erdmannhausen - Eriskirch - Erkenbrechtsweiler - Erlenbach - Erlenmoos - Erligheim - Erolzheim - Ertingen - Eschach - Eschbach - Eschbronn - Eschelbronn - Eschenbach - Essingen - Esslingen am Neckar - Ettenheim - Ettlingen - Eutingen im Gäu |

### F
| - Fahrenbach - Feldberg (Schwarzwald) - Fellbach - Fichtenau - Fichtenberg - Filderstadt - Fischerbach - Fischingen - Flein - Fleischwangen - Fluorn-Winzeln | - Forbach - Forchheim - Forchtenberg - Forst - Frankenhardt - Freiamt - Freiberg am Neckar - Freiburg im Breisgau - Freudenberg - Freudenstadt - Freudental | - Frickenhausen - Frickingen - Fridingen an der Donau - Friedenweiler - Friedrichshafen - Friesenheim - Friolzheim - Frittlingen - Fröhnd - Fronreute - Furtwangen im Schwarzwald |

### G
| - Gaggenau - Gaiberg - Gaienhofen - Gaildorf - Gailingen am Hochrhein - Gammelshausen - Gammertingen - Gärtringen - Gäufelden - Gechingen - Geisingen - Geislingen (b. Balingen) - Geislingen an der Steige - Gemmingen - Gemmrigheim - Gengenbach - Gerabronn - Gerlingen - Gernsbach - Gerstetten | - Giengen an der Brenz - Gingen an der Fils - Glatten - Glottertal - Göggingen - Gomadingen - Gomaringen - Gondelsheim - Göppingen - Görwihl - Gosheim - Gottenheim - Gottmadingen - Graben-Neudorf - Grabenstetten - Grafenau - Grafenberg - Grafenhausen - Grenzach-Wyhlen - Griesingen | - Grömbach - Großbettlingen - Großbottwar - Grosselfingen - Großerlach - Großrinderfeld - Gruibingen - Grundsheim - Grünkraut - Grünsfeld - Gschwend - Guggenhausen - Güglingen - Gundelfingen - Gundelsheim - Gunningen - Gutach im Breisgau - Gutach (Schwarzwaldbahn) - Gütenbach - Gutenzell-Hürbel |

### H
| - Häg-Ehrsberg - Hagnau am Bodensee - Haigerloch - Haiterbach - Hambrücken - Hardheim - Hardt - Hardthausen am Kocher - Hartheim am Rhein - Hasel - Haslach im Kinzigtal - Haßmersheim - Hattenhofen - Hausach - Hausen am Bussen - Hausen am Tann - Hausen im Wiesental - Hausen ob Verena - Häusern - Hayingen - Hechingen - Heddesbach - Heddesheim - Heidelberg - Heidenheim an der Brenz - Heilbronn - Heiligenberg | - Heiligkreuzsteinach - Heimsheim - Heiningen - Heitersheim - Helmstadt-Bargen - Hemmingen - Hemsbach - Herbertingen - Herbolzheim - Herbrechtingen - Herdwangen-Schönach - Hermaringen - Heroldstatt - Herrenberg - Herrischried - Hessigheim - Hettingen - Heubach - Heuchlingen - Heuweiler - Hildrizhausen - Hilzingen - Hinterzarten - Hirrlingen - Hirschberg an der Bergstraße - Hochdorf (Lkr. Esslingen) | - Hochdorf (Lkr. Biberach) - Höchenschwand - Hockenheim - Höfen an der Enz - Hofstetten - Hohberg - Hohenfels - Hohenstadt - Hohenstein - Hohentengen - Hohentengen am Hochrhein - Holzgerlingen - Holzkirch - Holzmaden - Höpfingen - Horb am Neckar - Horben - Horgenzell - Hornberg - Hoßkirch - Hüffenhardt - Hüfingen - Hügelsheim - Hülben - Hüttisheim - Hüttlingen |

### I
| - Ibach - Iffezheim - Igersheim - Iggingen - Ihringen - Illerkirchberg - Illerrieden - Illingen | - Illmensee - Ilsfeld - Ilshofen - Ilvesheim - Immendingen - Immenstaad am Bodensee - Ingelfingen - Ingersheim | - Ingoldingen - Inzigkofen - Inzlingen - Irndorf - Isny im Allgäu - Ispringen - Ittlingen |

### J
| - Jagsthausen - Jagstzell | - Jestetten - Jettingen | - Jungingen |

### K
| - Kaisersbach - Kämpfelbach - Kandern - Kanzach - Kappel-Grafenhausen - Kappelrodeck - Karlsbad - Karlsdorf-Neuthard - Karlsruhe - Kehl - Keltern - Kenzingen - Kernen im Remstal - Ketsch - Kieselbronn - Kippenheim - Kirchardt - Kirchberg an der Iller - Kirchberg an der Jagst | - Kirchberg an der Murr - Kirchdorf an der Iller - Kirchentellinsfurt - Kirchheim am Neckar - Kirchheim am Ries - Kirchheim unter Teck - Kirchzarten - Kißlegg - Kleines Wiesental - Klettgau - Knittlingen - Kohlberg - Kolbingen - Köngen - Königheim - Königsbach-Stein - Königsbronn - Königseggwald - Königsfeld im Schwarzwald - Königsheim | - Konstanz - Korb - Korntal-Münchingen - Kornwestheim - Kraichtal - Krauchenwies - Krautheim - Kreßberg - Kressbronn am Bodensee - Kronau - Kuchen - Külsheim - Künzelsau - Kupferzell - Kuppenheim - Kürnbach - Küssaberg - Kusterdingen |

### L
| - Ladenburg - Lahr/Schwarzwald - Laichingen - Langenargen - Langenau - Langenbrettach - Langenburg - Langenenslingen - Lauchheim - Lauchringen - Lauda-Königshofen - Laudenbach - Lauf - Laufenburg (Baden) - Lauffen am Neckar - Laupheim | - Lautenbach - Lauterach - Lauterbach - Lauterstein - Lehrensteinsfeld - Leibertingen - Leimen - Leinfelden-Echterdingen - Leingarten - Leinzell - Lenningen - Lenzkirch - Leonberg - Leutenbach - Leutkirch im Allgäu - Lichtenau | - Lichtenstein - Lichtenwald - Limbach - Linkenheim-Hochstetten - Lobbach - Löchgau - Loffenau - Löffingen - Lonsee - Lorch - Lörrach - Loßburg - Lottstetten - Löwenstein - Ludwigsburg |

### M
| - Magstadt - Mahlberg - Mahlstetten - Mainhardt - Malsburg-Marzell - Malsch (Lkr. Karlsruhe) - Malsch (Rhein-Neckar-Kreis) - Malterdingen - Mannheim - Marbach am Neckar - March - Markdorf - Markgröningen - Marxzell - Maselheim - Massenbachhausen - Mauer - Maulbronn - Maulburg - Meckenbeuren - Meckesheim - Meersburg | - Mehrstetten - Meißenheim - Mengen - Merdingen - Merklingen - Merzhausen - Meßkirch - Meßstetten - Metzingen - Michelbach an der Bilz - Michelfeld - Mietingen - Mittelbiberach - Möckmühl - Mögglingen - Möglingen - Mönchweiler - Mönsheim - Moos - Moosburg - Mosbach | - Mössingen - Mötzingen - Mudau - Muggensturm - Mühlacker - Mühlenbach - Mühlhausen (Kraichgau) - Mühlhausen im Täle - Mühlhausen-Ehingen - Mühlheim an der Donau - Mühlingen - Mulfingen - Müllheim im Markgräflerland - Mundelsheim - Munderkingen - Münsingen - Münstertal/Schwarzwald - Murg - Murr - Murrhardt - Mutlangen |

### N
| - Nagold - Nattheim - Neckarbischofsheim - Neckargemünd - Neckargerach - Neckarsulm - Neckartailfingen - Neckartenzlingen - Neckarwestheim - Neckarzimmern - Neenstetten - Nehren - Neidenstein - Neidlingen - Nellingen - Nerenstetten - Neresheim | - Neubulach - Neudenau - Neuenbürg - Neuenburg am Rhein - Neuenstadt am Kocher - Neuenstein - Neuffen - Neufra - Neuhausen (Enzkreis) - Neuhausen auf den Fildern - Neuhausen ob Eck - Neukirch - Neuler - Neulingen - Neulußheim | - Neunkirchen - Neuried - Neustetten - Neuweiler - Niedereschach - Niedernhall - Niederstetten - Niederstotzingen - Niefern-Öschelbronn - Nordheim - Nordrach - Notzingen - Nufringen - Nürtingen - Nusplingen - Nußloch |

### O
| - Oberboihingen - Oberderdingen - Oberdischingen - Obergröningen - Oberharmersbach - Oberhausen-Rheinhausen - Oberkirch - Oberkochen - Obermarchtal - Oberndorf am Neckar - Obernheim - Oberreichenbach - Oberried - Oberriexingen - Oberrot - Obersontheim - Oberstadion - Oberstenfeld | - Obersulm - Oberteuringen - Oberwolfach - Obrigheim - Ochsenhausen - Oedheim - Offenau - Offenburg - Ofterdingen - Oftersheim - Oggelshausen - Ohlsbach - Ohmden - Öhningen - Öhringen - Ölbronn-Dürrn - Öllingen | - Öpfingen - Oppenau - Oppenweiler - Orsingen-Nenzingen - Ortenberg - Ostelsheim - Osterburken - Ostfildern - Ostrach - Östringen - Ötigheim - Ötisheim - Ottenbach - Ottenhöfen im Schwarzwald - Ottersweier - Owen - Owingen |

### P
| - Pfaffenhofen - Pfaffenweiler - Pfalzgrafenweiler - Pfedelbach - Pfinztal | - Pforzheim - Pfronstetten - Pfullendorf - Pfullingen - Philippsburg | - Plankstadt - Pleidelsheim - Pliezhausen - Plochingen - Plüderhausen |

### R
| - Radolfzell am Bodensee - Rainau - Rammingen - Rangendingen - Rastatt - Ratshausen - Rauenberg - Ravensburg - Ravenstein - Rechberghausen - Rechtenstein - Reichartshausen - Reichenau - Reichenbach an der Fils - Reichenbach am Heuberg - Reilingen - Remchingen - Remseck am Neckar | - Remshalden - Renchen - Renningen - Renquishausen - Reute - Reutlingen - Rheinau - Rheinfelden (Baden) - Rheinhausen im Breisgau - Rheinmünster - Rheinstetten - Rickenbach - Riederich - Riedhausen - Riedlingen - Riegel am Kaiserstuhl - Rielasingen-Worblingen - Riesbürg - Rietheim-Weilheim | - Ringsheim - Rohrdorf - Roigheim - Römerstein - Rosenberg (Baden) - Rosenberg (Württemberg) - Rosenfeld - Rosengarten - Rot am See - Rot an der Rot - Rottenacker - Rottenburg am Neckar - Rottweil - Rudersberg - Rümmingen - Ruppertshofen - Rust - Rutesheim |

### S
| - Sachsenheim - Salach - Salem - Sandhausen - Sasbach (Ortenau) - Sasbach am Kaiserstuhl - Sasbachwalden - Satteldorf - Sauldorf - Schallbach - Schallstadt - Schechingen - Scheer - Schefflenz - Schelklingen - Schemmerhofen - Schenkenzell - Schiltach - Schlaitdorf - Schlat - Schliengen - Schlier - Schlierbach - Schluchsee - Schnürpflingen - Schömberg (b. Balingen) - Schömberg (Lkr. Calw) - Schonach im Schwarzwald - Schönaich - Schönau (Odenwald) - Schönau im Schwarzwald - Schönbrunn - Schönenberg - Schöntal - Schönwald im Schwarzwald - Schopfheim - Schopfloch - Schorndorf | - Schramberg - Schriesheim - Schrozberg - Schuttertal - Schutterwald - Schwäbisch Gmünd - Schwäbisch Hall - Schwaigern - Schwaikheim - Schwanau - Schwarzach - Schwendi - Schwenningen - Schwetzingen - Schwieberdingen - Schwörstadt - Seckach - Seebach - Seekirch - Seelbach - Seewald - Seitingen-Oberflacht - Sersheim - Setzingen - Sexau - Siegelsbach - Sigmaringen - Sigmaringendorf - Simmersfeld - Simmozheim - Simonswald - Sindelfingen - Singen (Hohentwiel) - Sinsheim - Sinzheim - Sipplingen - Sölden - Sonnenbühl - Sontheim an der Brenz | - Spaichingen - Spechbach - Spiegelberg - Spraitbach - St. Blasien - St. Georgen im Schwarzwald - St. Johann - St. Leon-Rot - St. Märgen - St. Peter - Staig - Starzach - Staufen im Breisgau - Stegen - Steinach - Steinen - Steinenbronn - Steinhausen an der Rottum - Steinheim am Albuch - Steinheim an der Murr - Steinmauern - Steißlingen - Sternenfels - Stetten (Bodenseekreis) - Stetten am kalten Markt - Stimpfach - Stockach - Stödtlen - Straßberg - Straubenhardt - Stühlingen - Stutensee - Stuttgart (Landeshauptstadt) - Sulz am Neckar - Sulzbach an der Murr - Sulzbach-Laufen - Sulzburg - Sulzfeld - Süßen |

### T
| - Täferrot - Talheim (Lkr. Heilbronn) - Talheim (Lkr. Tuttlingen) - Tamm - Tannhausen - Tannheim - Tauberbischofsheim | - Tengen - Teningen - Tettnang - Tiefenbach - Tiefenbronn - Titisee-Neustadt - Todtmoos - Todtnau | - Triberg im Schwarzwald - Trochtelfingen - Trossingen - Tübingen - Tunau - Tuningen - Tuttlingen |

### U
| - Überlingen - Ubstadt-Weiher - Uhingen - Uhldingen-Mühlhofen - Ühlingen-Birkendorf - Ulm - Umkirch - Ummendorf | - Unlingen - Untereisesheim - Unterensingen - Untergruppenbach - Unterkirnach - Untermarchtal - Untermünkheim - Unterreichenbach | - Unterschneidheim - Unterstadion - Unterwachingen - Unterwaldhausen - Urbach - Uttenweiler - Utzenfeld |

### V
| - Vaihingen an der Enz - Vellberg - Veringenstadt - Villingendorf | - Villingen-Schwenningen - Vogt - Vogtsburg im Kaiserstuhl - Vöhrenbach | - Vöhringen - Volkertshausen - Vörstetten |

### W
| - Waghäusel - Waiblingen - Waibstadt - Wain - Wald - Waldachtal - Waldbronn - Waldbrunn - Waldburg - Walddorfhäslach - Waldenbuch - Waldenburg - Waldkirch - Waldshut-Tiengen - Waldstetten - Walheim - Walldorf - Walldürn - Wallhausen - Walzbachtal - Wangen (b. Göppingen) - Wangen im Allgäu - Wannweil - Warthausen - Wäschenbeuren - Wehingen - Wehr - Weidenstetten - Weikersheim - Weil am Rhein | - Weil der Stadt - Weil im Schönbuch - Weilen unter den Rinnen - Weilheim (Baden) - Weilheim an der Teck - Weingarten (Baden) - Weingarten - Weinheim - Weinsberg - Weinstadt - Weisenbach - Weissach (Lkr. Böblingen) - Weissach im Tal - Weißbach - Weisweil - Wellendingen - Welzheim - Wembach - Wendlingen am Neckar - Wernau - Werbach - Wertheim - Westerheim - Westerstetten - Westhausen - Widdern - Wieden - Wiernsheim | - Wiesenbach - Wiesensteig - Wiesloch - Wildberg - Wilhelmsdorf - Wilhelmsfeld - Willstätt - Wimsheim - Winden im Elztal - Winnenden - Winterbach - Winterlingen - Wittighausen - Wittlingen - Wittnau - Wolfach - Wolfegg - Wolfschlugen - Wolpertshausen - Wolpertswende - Wörnersberg - Wört - Wurmberg - Wurmlingen - Wüstenrot - Wutach - Wutöschingen - Wyhl am Kaiserstuhl |

### Z
| - Zaberfeld - Zaisenhausen - Zell am Harmersbach - Zell im Wiesental | - Zell unter Aichelberg - Zimmern ob Rottweil - Zimmern unter der Burg - Zuzenhausen | - Zweiflingen - Zwiefalten - Zwingenberg |

## Gemeindefreie Gebiete
- Gemeindefreier Grundbesitz Rheinau (Ortenaukreis), unbewohnt
- Gutsbezirk Münsingen (Landkreis Reutlingen), unbewohnt

## Dörfer bzw. Ortsteile von Städten und Gemeinden
(keine politisch selbständigen Gemeinden) insgesamt 2693 Orte mit zugehöriger Gemeinde:
- Siehe: Liste der Dörfer und Ortsteile in Baden-Württemberg